# Skepparkroken
Skepparkroken est une localité suédoise dans la commune d'Ängelholm en Scanie.
Sa population était de 743 habitants en 2010. 